# 김철주사범대학
김철주사범대학(金鐵株師範大學)은 평양직할시 선교구역에 위치한 조선민주주의인민공화국의 대학이다. 조선민주주의인민공화국 전 지역의 교원을 양성하기 위해 세워졌으며, 교원 양성 기관이 분화되면서 오늘날에는 평양의 중학교 교원을 양성하는 기능을 수행한다.

## 역사
1946년 10월 1일에 평양 안의 중등교원을 양성하는 2년제의 평양교원대학으로 세워졌으며 교육학, 역사지리학, 어문학, 수물학, 생물화학, 체육학 등의 학부가 있었다. 1960년 9월부터 고등중학교 및 인민학교 교원과 유치원 교양원을 양성하는 3~4년제 대학으로 승격됐다.
1972년 9월에 평양교원대학이 평양제1사범대학과 평양제2사범대학으로 나누어졌는데, 이 가운데 고등중학교 교원을 양성하는 4년제 평양제2사범대학이 1989년 4월 12일에 4~5년제의 평양사범대학으로 개편됐다. 1990년 10월에 평양사범대학의 이름을 김일성의 동생 김철주의 이름을 따서 김철주사범대학으로 바꾸었다. 이후 김일성훈장과 국기훈장 제1급을 받았다. 1954년부터 평양사범대학에서 러시아어를 가르치고 1971년부터 김일성 자녀들의 개인교사 일을 했던 평양사범대학 교수 김현식은 1992년에 모스크바 국립 사범대학교에서 교환교수로 지내던 도중 대한민국으로 망명하기도 했다.
2016년 9월 30일에 김철주사범대학의 창립 70주년을 맞아 기념 보고회가 열렸고, 김수길 평양직할시 당위원회 위원장이 참석해 조선로동당 중앙위원회의 축하문을 전달했다. 2020년 2월 10일 《로동신문》은 2019년 교육총화회의에서 발표한 각 대학별 순위를 밝혔는데, 김철주사범대학은 사범대학 부문에서 김형직사범대학에 이어 이름을 올렸다.

## 교육
2011년에 영국 문화원은 조선민주주의인민공화국에서 영어 교육을 확대할 목적으로 김철주사범대학 등 평양의 6개 대학에 영국인 교사들을 파견하기로 했다. 2015년부터 김철주사범대학 등 평양 내 4개 대학의 입학 추천을 위한 평양 지역 예비시험과 대학별 입학 시험에서 외국어 듣기·회화 과목을 도입했다.

## 조직
10여 개 학부와 각종 부설 시설이 있는 것으로 알려져 있다.
|  | - 김일성동지혁명역사학부 - 역사지리학부 - 국어문학부 - 외국어학부 | - 물리학부 - 수학부 - 생물학부 - 음악미술학부 | - 체육학부 - 청년동맹지도원학부 - 예비학부 | - 박사원 - 연구실 | - 정치사회학부 - 첨단제품개발연구소 |

## 운동부
여자 축구부가 있으며 여자중앙연맹전에서 좋은 성적을 거두는 등 여자 대학 축구계의 최강자로 꼽히는 것으로 알려져 있다. 복싱 양성반이 있으며 최현미가 거쳐간 것으로 알려져 있다.